# Corrado Formigli
 (mars 2024).
La mise en forme du texte ne suit pas les recommandations de Wikipédia : il faut le « wikifier ».
Les points d'amélioration suivants sont les cas les plus fréquents. Le détail des points à revoir est peut-être précisé sur la page de discussion.
- Les titres sont pré-formatés par le logiciel. Ils ne sont ni en capitales, ni en gras.
- Le texte ne doit pas être écrit en capitales (les noms de famille non plus), ni en gras, ni en italique, ni en « petit »…
- Le gras n'est utilisé que pour surligner le titre de l'article dans l'introduction, une seule fois.
- L'italique est rarement utilisé : mots en langue étrangère, titres d'œuvres, noms de bateaux, etc.
- Les citations ne sont pas en italique mais en corps de texte normal. Elles sont entourées par des guillemets français : « et ».
- Les listes à puces sont à éviter, des paragraphes rédigés étant largement préférés. Les tableaux sont à réserver à la présentation de données structurées (résultats, etc.).
- Les appels de note de bas de page (petits chiffres en exposant, introduits par l'outil «  Source ») sont à placer entre la fin de phrase et le point final[comme ça].
- Les liens internes (vers d'autres articles de Wikipédia) sont à choisir avec parcimonie. Créez des liens vers des articles approfondissant le sujet. Les termes génériques sans rapport avec le sujet sont à éviter, ainsi que les répétitions de liens vers un même terme.
- Les liens externes sont à placer uniquement dans une section « Liens externes », à la fin de l'article. Ces liens sont à choisir avec parcimonie suivant les règles définies. Si un lien sert de source à l'article, son insertion dans le texte est à faire par les notes de bas de page.
- La présentation des références doit suivre les conventions bibliographiques. Il est recommandé d'utiliser les modèles {{Ouvrage}}, {{Chapitre}}, {{Article}}, {{Lien web}} et/ou {{Bibliographie}}. Le mode d'édition visuel peut mettre en forme automatiquement les références.
- Insérer une infobox (cadre d'informations à droite) n'est pas obligatoire pour parachever la mise en page.

Pour une aide détaillée, merci de consulter Aide:Wikification.
Si vous pensez que ces points ont été résolus, vous pouvez retirer ce bandeau et améliorer la mise en forme d'un autre article.
Corrado Formigli (né le 24 mars 1968 à Naples) est un journaliste, animateur de télévision et de radio italien.

## Biographie
Corrado Formigli est né à Naples de parents originaires de Toscane. Son père est directeur de construction dans la ville de Naples. 
Il commence à travailler en tant que journaliste au Paese Sera à la fin des années 80. Après s'être inscrit à la faculté de droit de Florence, s'installe à Londres au cours de ses années universitaires, où il commence à écrire pour Il manifesto. 
Après un an en tant que correspondant en Angleterre, il est rappelé à la rédaction en Italie pour couvrir les rubriques politique et divertissement du journal.
En 1994, il arrive à la Rai pour travailler sur l'émission de télévision Tempo Reale. De 1996 à 1999, il est employé par Mediaset comme envoyé spécial pour les programmes Moby Dick et Moby's sur Italia 1. Il couvre entre autres la guerre civile en Albanie, les massacres des fondamentalistes islamiques en Algérie, la guerre du Kosovo et l'Afrique du Sud post-Mandela.
En 2000, il retourne à la Rai en tant qu'envoyé spécial. Il travaille sur les programmes Circus de Rai 1, Il ray verde (en tant que co-animateur) et Sciuscià, diffusés sur Rai 2. 
Le 14 septembre 2001 il est présent à New York pour couvrir l'attentat des deux tours jumelles. Il se rend au Moyen-Orient les mois qui suivent: il est le premier journaliste de télévision à pouvoir entrer à Jénine après l'Opération Rempart lancée par l'armée israélienne en avril 2002. 
Après l'arrêt de Sciuscià en 2003, Corrado Formigli rejoint le nouvelle chaîne de télévision : Sky TG24 dirigée par Emilio Carelli. Il y anime le débat politique de l'émission Controcorrente pendant 5 ans.
En juin 2004, il anime le premier épisode de la série de reportages historiques Passato Prossimo (co-écrite avec Davide Savelli ) qui porte sur la bataille de Montecassino. L'émission est diffusée aux heures de grande écoute sur LA7. Toujours en 2004, il collabore à la création de A risentirci più tardi, une rencontre-interview entre Adriana Faranda et Francesco Cossiga, réalisée par Alex Infascelli, diffusée par Rai Educational pour la série La storia siamo noi. 
Au cours des étés 2006 et 2008, il anime l'émission La Zanzara sur Radio 24. En septembre 2008, il collabore de nouveau avec Michele Santoro en tant qu'auteur et co-responsable des enquêtes Annozero sur Rai 2. Il travaille aussi avec la BBC, Il Fatto Quotidiano, le magazine Elle et la version italienne de How To Spend It, un magazine du Il Sole 24 Ore. 
Depuis le 15 septembre 2011, il est l'auteur et l'animateur du talk-show politique Piazzapulita sur LA7. Dans la deuxième saison, Piazzapulita est remplacé par Service Public de Michele Santoro. À partir du 7 janvier 2013, Piazzapulita revient chaque semaine aux heures de grande écoute sur LA7.
En décembre 2014, il est le premier journaliste italien à entrer à Kobanê, en Syrie, et à enregistrer pour Piazzapulita le siège de l'Etat islamique. Depuis septembre 2015, Piazzapulita est transmise le jeudi soir en remplacement de service public de Michele Santoro. Il est aussi présent dans certains épisodes de Bersaglio mobile, animé par Enrico Mentana. En février 2023, il commence sa collaboration avec le journal Domani, en tant que chroniqueur.

## Procédures judiciaires
Le 20 février 2012 il est condamné, avec la Rai, par le tribunal de Turin à payer sept millions d'euros à la suite d'un reportage journalistique comparatif sur l'Alfa Romeo MiTo dans le cadre du programme Annozero. Le 7 juin 2018, la Cour de cassation donne raison à Corrade Formigli et rejette le pourvoi de Fiat, condamnant cette dernière à payer les frais de justice.

## Prix
- 1998 - Prix Ilaria Alpi avec un documentaire sur la guerre civile en Algérie
- 1999 - Prix Ilaria Alpi avec un documentaire sur l'apartheid en Afrique du Sud
- 1998 - Prix Penne Pulite avec un documentaire sur la condition des ouvriers de Volkswagen à Wolfsburg
- 2015 - Prix Colombe d'Oro des Archives du Désarmement
- 2016 - Prix Mario Francese
- 2016 - Prix Kapuscinski

- Corrado Formigli, Impresa impossibile: storie di italiani che hanno combattuto e vinto la crisi, Mondadori, 2013 (ISBN 978-88-04-63416-4)
- Corrado Formigli, Il falso nemico: perché non sconfiggiamo il califfato nero, Rizzoli, 2016 (ISBN 978-88-17-08696-7)

## Reportage
Reportages réalisés pour l'émission Piazzapulita :
- Corrado Formigli, Dentro Kobane - Le reportage exclusif réalisé à Kobane, une ville syrienne occupée par l'État islamique. Corrado Formigli est le premier journaliste italien à y entrer[3].
- Corrado Formigli, Morte à Raqqa - Reportage depuis la capitale syrienne de l'État islamique[4].
- Corrado Formigli, Le mogli dell'ISIS - Rencontres et entretiens avec les épouses des terroristes de l'État islamique dans les prisons de Raqqa[5].
- Corrado Formigli, Mosul, i giorni della vendetta - Reportage depuis la capitale irakienne de l'État islamique[6].
- Corrado Formigli, Baghdad, la strage dimenticata - Reportage exclusif de l'enfer du massacre de juillet 2016[7].
- Corrado Formigli, La fine dell'innocenza - Le récit du massacre des Yézidis par l'Etat islamique à travers les voix et les récits des protagonistes[8].
- Corrado Formigli, Parla un prigioniero dell'ISIS - Dans une interview, un prisonnier de l'Etat islamique prend la parole[9].
- Corrado Formigli, Le radici del male - Reportage de Sinjar, au lendemain de la libération de l'occupation de l'Etat islamique[10].
- Corrado Formigli, Chi difende i confini dell'Occidente - Reportage d'Irak dans les rangs des Peshmergas luttant contre l'EI[11].
- Corrado Formigli, Con gli occhi chiusi - Reportage du Somaliland, le pays invisible du nord de la Somalie, où il ne pleut presque plus. Un voyage qui parle des migrations et du travail des ONG[12].